# Salvitxada

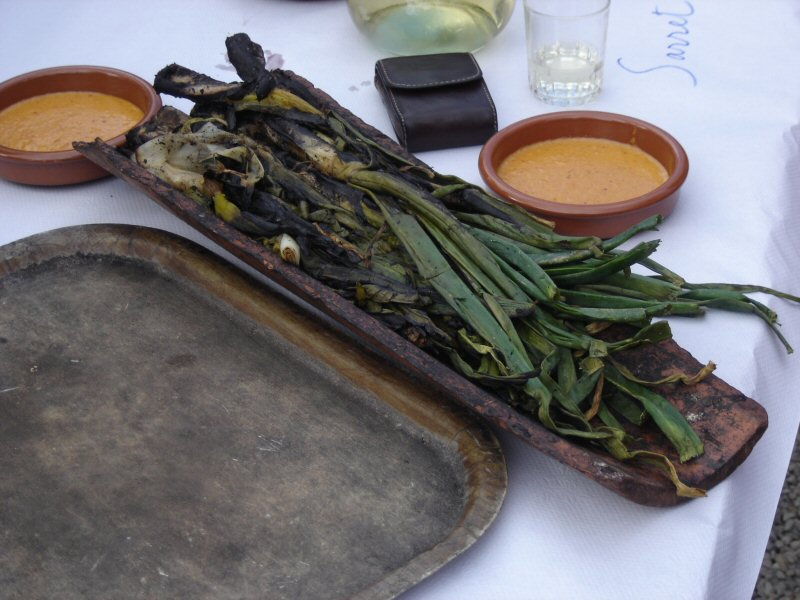
Salvitxada (w brązowych miseczkach), towarzysząca calçotadzie

Salvitxada (także: salvitjada lub salsa per calçots) – oryginalny, regionalny sos z Katalonii, charakterystyczny dla okolic Tarragony i Valls, serwowany prawie wyłącznie z grillowanym daniem sezonowym o nazwie calçotada, sporządzanym ze specjalnej odmiany cebuli.
Danie porównuje się do sosu romesco, również wywodzącego się z Tarragony, z tą różnicą, że salvitxada zawiera świeży, roztarty czosnek oraz odrobinę vinaigrette. Oprócz tego dodaje się zmielone, prażone migdały i orzechy laskowe, pieczone pomidory, oliwę, suchy chleb nasączony octem oraz czerwoną paprykę.